# دومينيك دو غوزمان

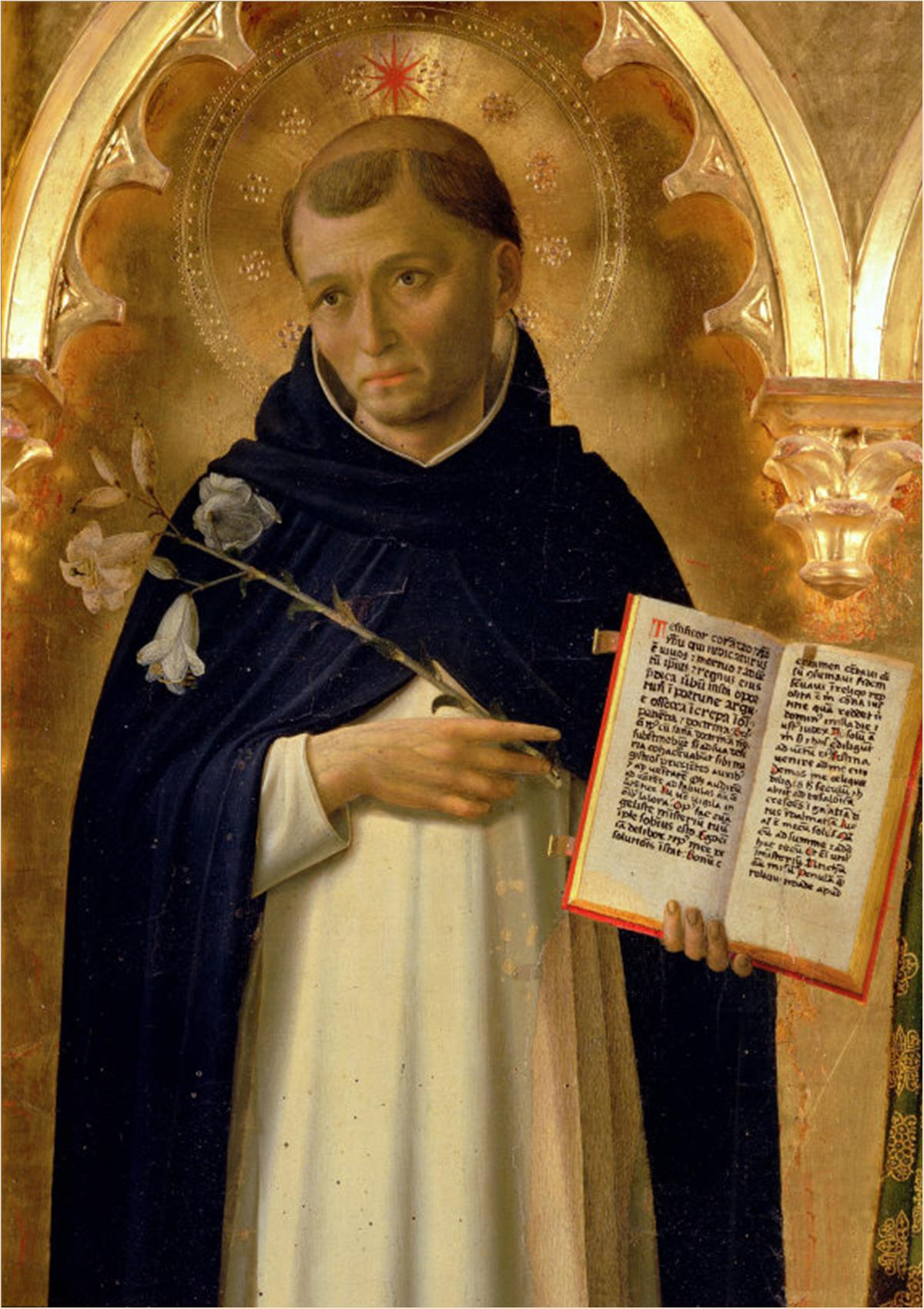
القديس دومينيك (1170-1221)، رسمة لفرا أنجيليكو.

القديس دومينيك (نحو 1170 - 1221 م) هو رجل دين إسباني. مؤسس جماعة الدومينيكان.

## روابط خارجية
- دومينيك دو غوزمان على موقع الموسوعة البريطانية (الإنجليزية)
- دومينيك دو غوزمان على موقع إن إن دي بي (الإنجليزية)